# Tepetzintla (Puebla)
Tepetzintla è una cittadina messicana, capoluogo dell'omonimo comune dello stato di Puebla ubicato nella regione della Sierra Norte de Puebla.

## Storia
Originariamente la zona era abitata dai totonachi, sottoposta al controllo della città di Texcoco, ma l'odierno centro abitato si deve all'arrivo dei conquistadores spagnoli che decisero di fondare una comunità.
Amministrativamente, nel XIX secolo Tepetzintla era parte del soppresso distretto di Zacatlan, ma nel 1895 ottiene l'autonomia diventando comune.

## Monumenti e luoghi d'interesse

### Architetture religiose
- Iglesia de María Santísima. Edificata nel XVII secolo è la chiesa principale dell'abitato nonché sede parrocchiale.

### Architetture civili
- Presidencia Municipal